# Pulicaria odora
Incensaria odorosa (nome scientifico  Pulicaria odora  (L.) Rchb., 1831) è una specie di pianta angiosperma dicotiledone della famiglia delle Asteraceae (sottofamiglia Asteroideae, tribù Inuleae e sottotribù Inulinae).

## Etimologia
Il nome generico (Pulicaria) deriva dal latino “pulicarius” (= simile alle pulci) e si riferisce alle proprietà “anti-pulci” di alcune sostanze contenute nella pianta. L'epiteto specifico (odora) deriva dal latino "odoratus" (= fragrante, odoroso, profumato).
Il nome scientifico della specie è stato definito dai botanici Carl Linnaeus (1707-1778) e Heinrich Gottlieb Ludwig Reichenbach (1793-1879) nella pubblicazione " Flora Germanica Excursoria" ( Fl. Germ. Excurs. 239.) del 1831.

## Descrizione

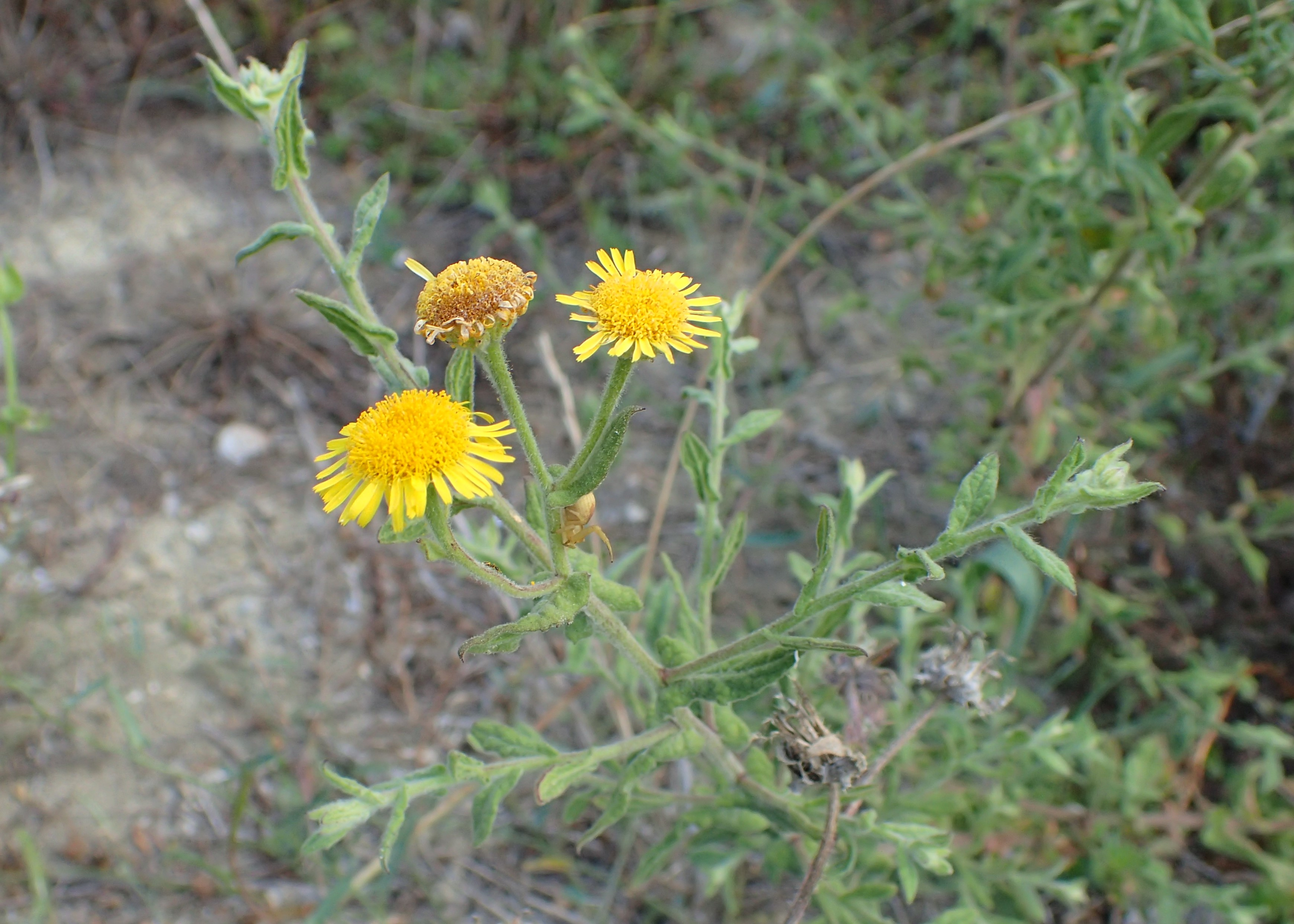
Il portamento

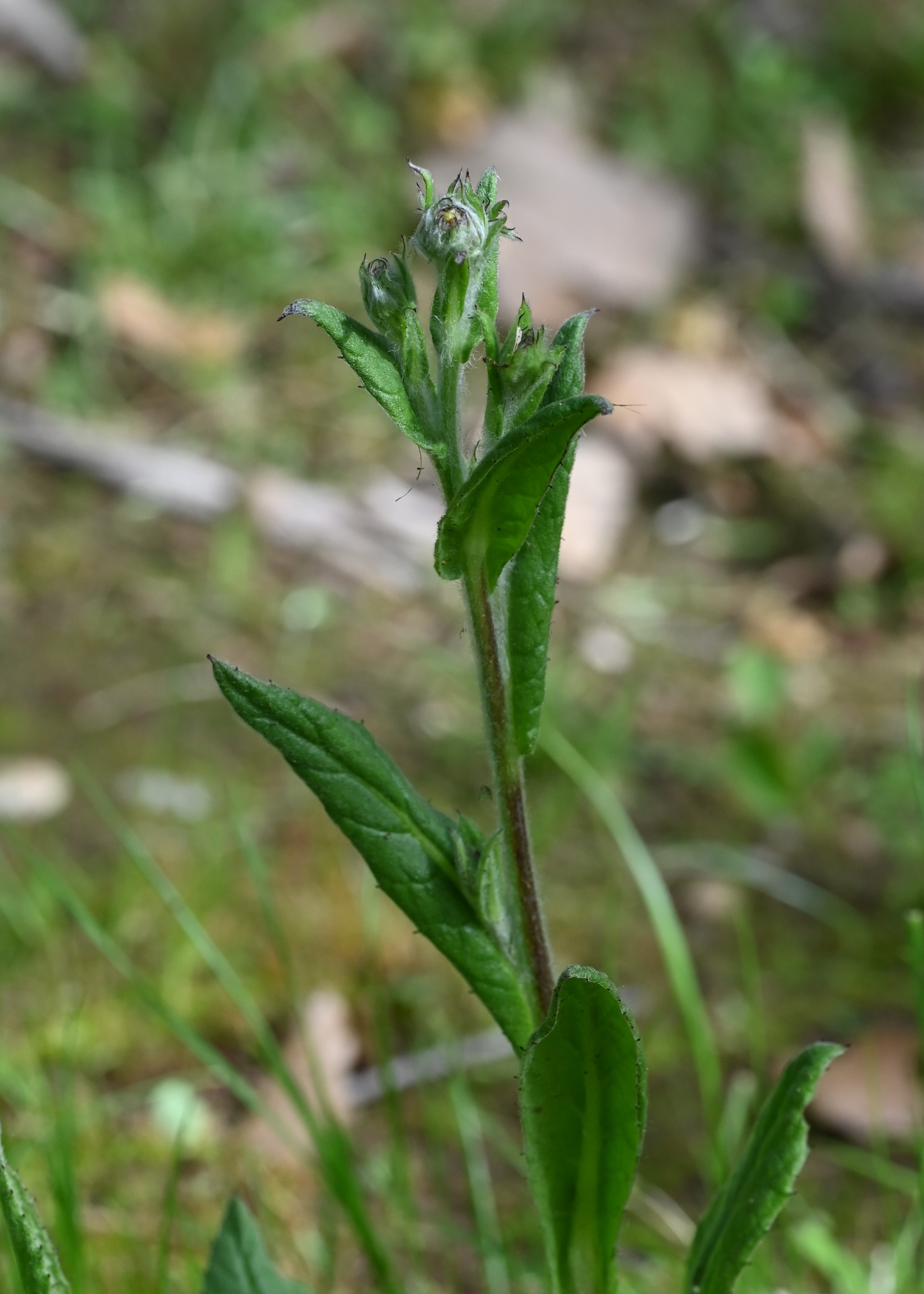
Le foglie

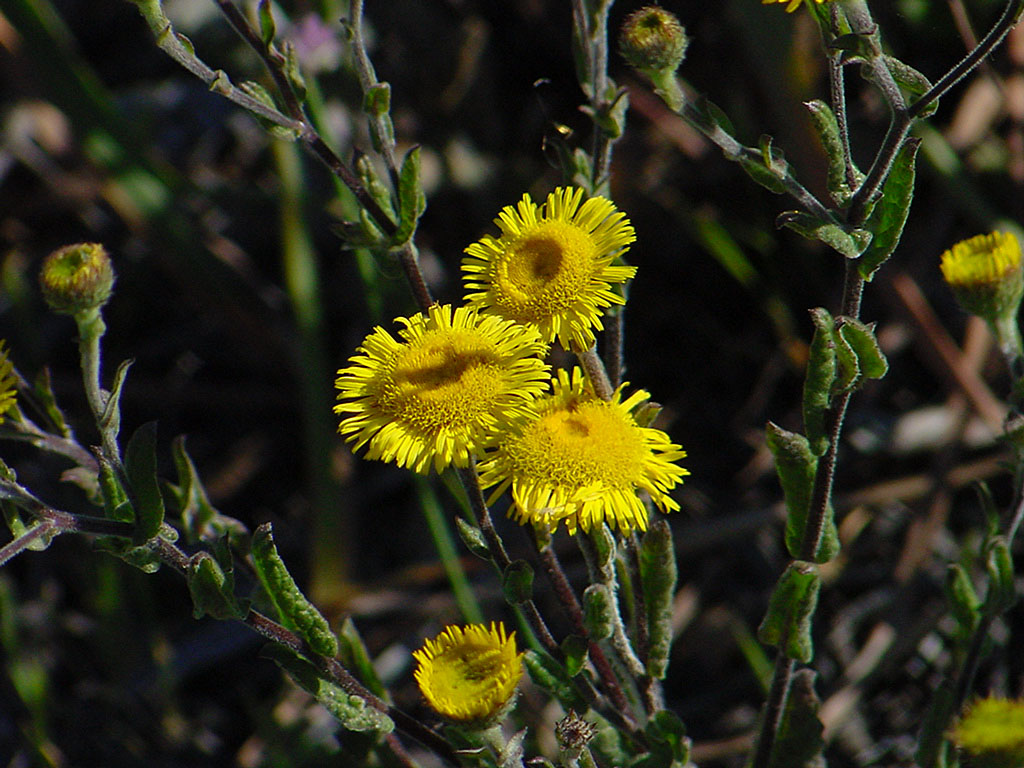
Infiorescenza

Portamento. La specie di questo voce ha un portamento erbaceo perenne. La forma biologica è emicriptofita scaposa (H scap), ossia in generale sono piante erbacee, a ciclo biologico perenne, con gemme svernanti al livello del suolo e protette dalla lettiera o dalla neve e sono dotate di un asse fiorale eretto e spesso privo di foglie. Queste piante hanno un debole odore aromatico.
Radici. Le radici sono secondarie (da rizoma o da fittone).
Fusto. Altezza massima: 3-9 dm.
- Parte ipogea: la parte sotterranea può consiste in un rizoma strisciante (per le specie perenni) oppure essere fittonante (per le specie annue).
- Parte epigea: la parte aerea del fusto è eretta e lanosa in alto.

Foglie. Le foglie sono intere, a forma più o meno lanceolata, sono sessili e a disposizione alterna.  La superficie è percorsa da nervi reticolati. I margini sono interi o dentati/seghettati. La superficie è pubescente. Quelle basali formano una rosetta persistente; quelle cauline sono amplessicauli.
Infiorescenza. Le infiorescenze sono formate da medi capolini sia solitari che in formazioni corimbose. I capolini sono di tipo radiato. I capolini sono formati da un involucro composto da brattee disposte in modo embricato al cui interno un ricettacolo fa da base ai fiori ligulati periferici o fiori del raggio e ai fiori tubulosi quelli centrali o del disco. L'involucro è emisferico. Le brattee sono disposte generalmente su 3-4 righe; hanno consistenza erbacea o cartilaginea, ma senza margini ialini; gli stereomi non sono divisi. Il ricettacolo, minutamente alveolato, è sprovvisto (nudo) di pagliette a protezione della base dei fiori. 
Fiori.  I fiori sono tetra-ciclici (formati cioè da 4 verticilli: calice – corolla – androceo – gineceo) e pentameri (calice e corolla formati da 5 elementi). Si distinguono in:
- fiori del raggio (esterni): sono femminili e sono disposti su una o più serie; la forma è ligulata (zigomorfa);
- fiori del disco (centrali): sono più numerosi con forme brevemente tubulose (attinomorfe); sono ermafroditi o fertili.

- Formula fiorale:

*/x K {\displaystyle \infty }, [C (5), A (5)], G 2 (infero), achenio
- Calice: i sepali del calice sono ridotti ad una coroncina di squame.

- Corolla:

- fiori del raggio: la forma della corolla alla base è più o meno tubulosa-imbutiforme, mentre all'apice è ligulata; la ligula, lunga o corta (o minutamente radiata), può terminare con alcuni denti; il colore è giallo;
- fiori del disco: la forma è tubulare bruscamente divaricata in 4-5 brevi lobi; il colore è giallo scuro.

- Androceo: l'androceo è formato da 5 stami sorretti da filamenti generalmente liberi; gli stami sono connati e formano un manicotto circondante lo stilo; le teche (produttrici del polline) sono troncate e sono minutamente speronate. La base delle antere può essere lunga o corta con code ramificate. Il tessuto dell'endotecio è a forma radiata. Le cellule del collare dei filamenti sono piatte o di tipo mammelloso.

- Gineceo: il gineceo ha un ovario uniloculare infero formato da due carpelli.[6] Lo stilo è unico e con due stigmi nella parte apicale. Gli stigmi spesso sono provvisti di peli acuti che terminano sopra la biforcazione ma non la raggiungono. Le superfici stigmatiche confluiscono all'apice, mentre alla base sono separate in due distinte linee (lignee stigmatiche marginali[8]). Il polline è spinuloso.

- Antesi: da giugno a luglio.

Frutti. I frutti sono degli acheni a forma ellissoide o cilindrica con pappo. L'epidermide dell'achenio è caratterizzata da lunghi cristalli. Il pappo è composto da pochi peli (fino a 12 e lunghi 4 mm) circondati alla base da una corona di squame membranose. Lunghezza degli acheni: 1,5-1,8 mm.

## Biologia
Impollinazione: tramite insetti (impollinazione entomogama tramite farfalle diurne e notturne).

Riproduzione: la fecondazione avviene fondamentalmente tramite l'impollinazione dei fiori.

Dispersione: i semi cadono a terra e vengono dispersi soprattutto da insetti come formiche (disseminazione mirmecoria). Un altro tipo di dispersione è zoocoria: gli uncini delle brattee dell'involucro (se presenti) si agganciano ai peli degli animali di passaggio che portano così i semi anche su lunghe distanze. Inoltre per merito del pappo (se presente) il vento può trasportare i semi anche per alcuni chilometri (disseminazione anemocora).

## Distribuzione e habitat

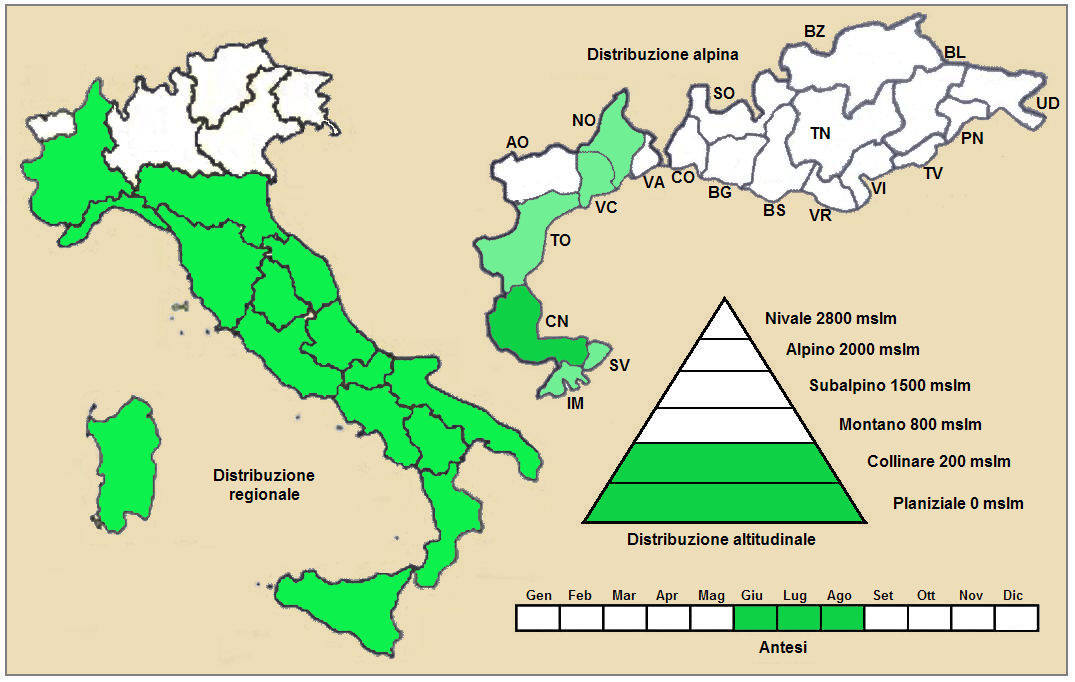
Distribuzione della pianta (Distribuzione regionale – Distribuzione alpina)

Geoelemento: il tipo corologico (area di origine) è  Euri-Mediterraneo.

Distribuzione: in Italia questa specie si trova comunemente ovunque. Nelle Alpi è presente in Piemonte.Sugli altri rilievi collegati alle Alpi è presente nei Pirenei. Altrove si trova in Africa mediterranea e Anatolia.

Habitat: l'habitat tipico per queste piante sono le macchie, le radure e i cedui. Il substrato preferito è siliceo con pH acido, bassi valori nutrizionali del terreno che deve essere arido. 

Distribuzione altitudinale: sui rilievi alpini, in Italia, queste piante si possono trovare fino a 1000 m s.l.m.; nelle Alpi frequentano quindi i seguenti piani vegetazionali: collinare (oltre a quello planiziale). 

## Fitosociologia
Areale alpino
Dal punto di vista fitosociologico alpino la specie di questa voce appartiene alla seguente comunità vegetale:
Formazione: delle comunità forestali
Classe: Quercetea ilicis
Areale italiano
Per l'areale completo italiano la specie di questa voce appartiene alla seguente comunità vegetale:
Macrotipologia: vegetazione arbustiva
Classe: Cisto ladaniferi-Lavanduletea stoechhadis  Br.-Bl. in Br.-Bl., Molinier & Wagner, 1940
Ordine: Lavanduletalia stoechadis Br.-Bl. in Br.-Bl., Molinier & Wagner, 1940
Alleanza: Calicotomo villosae-Genistion tyrrhenae Biondi, 2000
Suballeanza: Calicotomo villosae-Genistenion tyrrhenae
Descrizione. L'alleanza Calicotomo villosae-Genistenion tyrrhenae è relativa alle cenosi di gariga tipiche di substrati lavici (rocciosi e sabbiosi) in stazioni ventose ed acclivi, talora in contatto con le comunità delle scogliere. Le garighe di questa suballeanza sono diffuse nel settore tirrenico sud-occidentale della Penisola.

## Sistematica
La famiglia di appartenenza di questa voce (Asteraceae o Compositae, nomen conservandum) probabilmente originaria del Sud America, è la più numerosa del mondo vegetale, comprende oltre 23.000 specie distribuite su 1.535 generi, oppure 22.750 specie e 1.530 generi secondo altre fonti (una delle checklist più aggiornata elenca fino a 1.679 generi). La famiglia attualmente (2021) è divisa in 16 sottofamiglie; la sottofamiglia Asteroideae è una di queste e rappresenta l'evoluzione più recente di tutta la famiglia.

### Filogenesi
La tribù Inuleae (comprendente le Inulinae) è una delle 21 tribù della sottofamiglia Asteroideae). Da un punto di vista filogenetico, la tribù Inuleae, all'interno della sottofamiglia, fa parte del gruppo "Helianthodae". La sottotribù Inulinae è caratterizzata dalla particolare pubescenza dello stilo e dagli acheni con cristalli di ossalato di calcio. Il genere Pulicaria è caratterizzato da portamenti erbacei oppure arbustivi e ramosi, e dal tessuto endoteciale di tipo radiale delle antere.
I caratteri distintivi della specie  Pulicaria odora sono:
- il portamento è erbaceo perenne;
- i fiori periferici sono lunghi 12-14 mm;
- i peli dell'achenio sono in numero di 10-12.

Il numero cromosomico delle specie di questa voce è: 2n = 18.

### Sinonimi
Sono elencati alcuni sinonimi per questa entità:
- Inula odora L.
- Inula apula  Crantz
- Inula dumetorum  Salzm. ex DC.
- Pulicaria atlantica  Pau
- Pulicaria congesta  K.Koch
- Pulicaria dumetorum  Salzm. ex Ball
- Pulicaria majoricensis Gand.
- Pulicaria odora var. burnatii  Briq.